# 克罗姆斯特赖恩
克罗姆斯特赖恩（荷蘭語：Cromstrijen，發音：[krɔmˈstrɛi̯ən] ⓘ），本地方言称为克罗姆斯特里恩（Cromstrien），是荷兰南荷兰省的一个旧市镇，位于胡克瑟瓦尔德岛（Hoeksche Waard）上。2004年人口13,027。面积70.31 km²，其中15.94 km²为水域。2019年1月1日，克罗姆斯特赖恩与市镇宾嫩马斯、科伦代克、旧拜耶兰和斯特赖恩合并为新市镇“胡克瑟瓦尔德”（Hoeksche Waard）。